# Видошня
Видо́шня — село в Україні, у Розсошанській сільській громаді Хмельницького району Хмельницької області. Населення становить 213 осіб.

## Видатні уродженці
- Гончарук Ніна Іванівна — вишивальниця, Заслужений працівник народної творчості України.